# Угода про вільну торгівлю між Україною та державами ЄАВТ
Угода про вільну торгівлю між Україною та державами ЄАВТ — міжнародний договір, підписаний 7 грудня 2011 і ратифікований Законом України «Про ратифікацію Угоди про вільну торгівлю між Україною та державами ЄАВТ, Угоди про сільське господарство між Україною та Королівством Норвегія, Угоди про сільське господарство між Україною та Ісландією та Угоди про сільське господарство між Україною та Швейцарською Конфедерацією».

## Цілі
- досягнути лібералізації торгівлі товарами відповідно до Генеральної угоди з тарифів і торгівлі 1994 року;
- досягнути лібералізації торгівлі послугами відповідно до Генеральної угоди про торгівлю послугами (ГАТС);
- значно збільшити інвестиційні можливості у зоні вільної торгівлі;
- на взаємній основі досягнути подальшої лібералізації ринків державних закупівель Сторін;
- сприяти конкуренції у своїх економіках, особливо коли це стосується економічних відносин між Сторонами;
- забезпечувати достатній і ефективний захист прав інтелектуальної власності;
- сприяти гармонійному розвиткові та розширенню світової торгівлі шляхом усунення бар'єрів у торгівлі та інвестуванні.